# A Força das Coisas
A Força das Coisas é a terceira parte da trilogia de memórias escrita por Simone de Beauvoir (as duas primeiras partes são Memórias de Uma Moça Bem Comportada e A Força da Idade). Simone de Beauvoir escreveu ainda um outro livro de memórias, cronologicamente posterior a esta trilogia, chamado A Cerimônia do Adeus, onde conta os últimos anos da vida de Sartre.